# Port lotniczy Dongola
Port lotniczy Dongola (IATA: DOG, ICAO: HSDN) – port lotniczy położony w Dongoli, w Sudanie.

## Linie lotnicze i połączenia
| Linia Lotnicza | Kierunek   |
| -------------- | ---------- |
| Nova Airways   | 1. Chartum |